# Of Time and the River

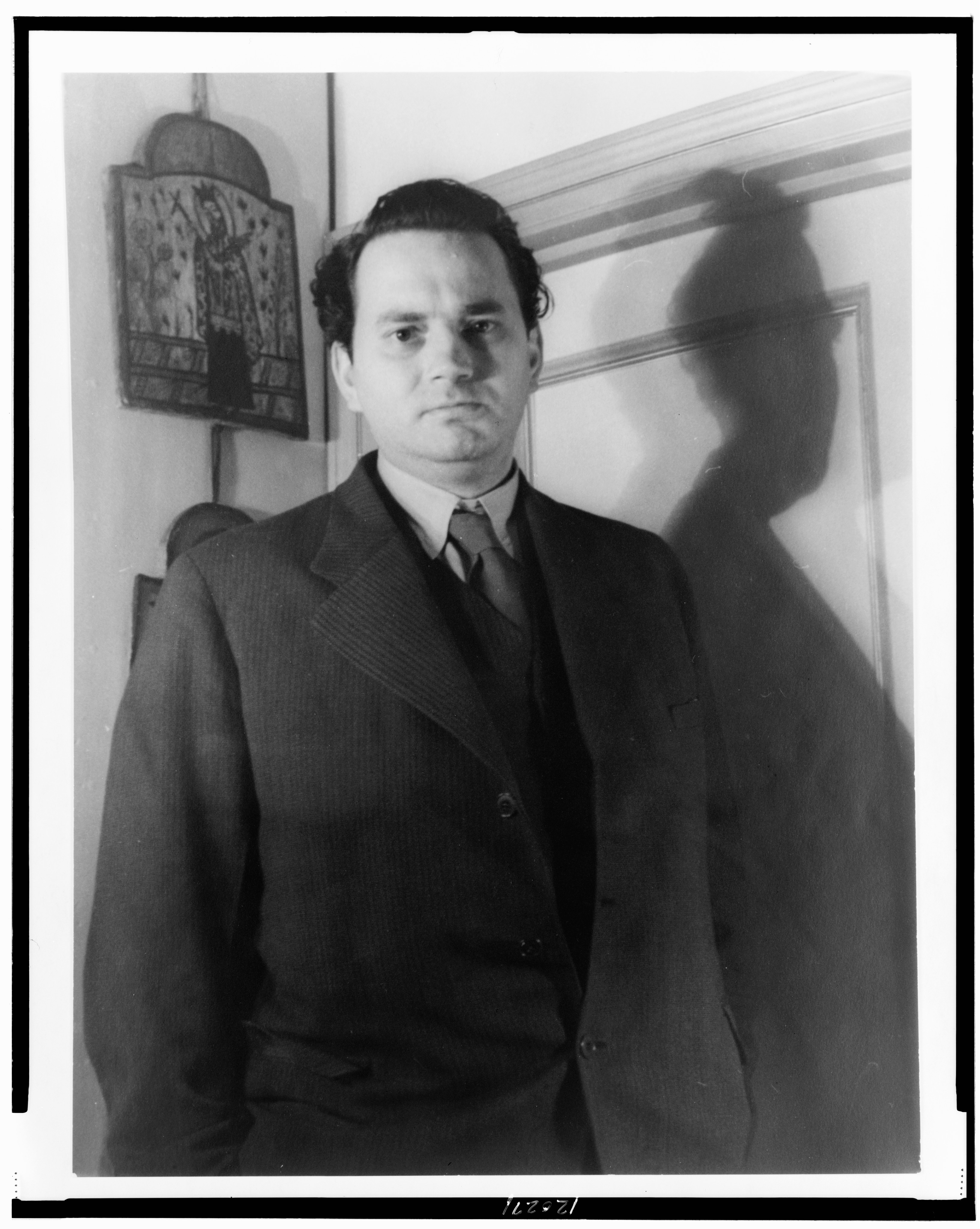
Retrat de Thomas Wolfe l'any 1937.

Of time and the river (Del temps i el riu) és la segona de les grans novel·les de l'escriptor nord-americà Thomas Wolfe (Ahseville, Carolina del Nord, 3 d'octubre de 1900- Baltimore, 15 de setembre de 1938).
Escrita l'any 1931, Del temps i el riu va ser publicada finalment l'any 1935 amb el títol complet Of time and the river: a legend of man's hunger in his youth ('Del temps i el riu: una llegenda sobre l'afany de l'home durant la joventut') per l'editorial Charles Scribner's Sons, després de nombroses discussions amb l'editor Maxwell Perkins a causa de l'extraordinària extensió de la primera versió -al voltant de 380.000 paraules, més de 900 pàgines. De fet, a petició de l'editor, Wolfe hi va haver d'escurçar fins i tot el llarg prefaci original que havia preparat i que va utilitzar posteriorment a l'obra 'The story of a novel' (1936).
Seqüela de 'Look Homeward, Angel' (1929) (L'àngel que ens mira, la primera de les grans obres de l'escriptor nord-americà), Del temps i el riu narra el procés de maduració del protagonista, Eugene Gant -alter ego de l'autor-, en el transcurs d'un viatge de ficció autobiogràfica que s'inicia amb els estudis a Harvard, continua amb l'ensenyament a Nova York fins a assolir a Europa, la maduresa d'aquest heroi novel·lesc de poderosa vitalitat. Un arrabassador desig de convertir-se en escriptor l'impulsa a viure tota mena d'experiències sense sotmetre-les als límits morals de la societat conservadora de l'Amèrica profunda. Amb un intens ritme narratiu, Wolfe pren el riu com a metàfora del torrent de paraules i episodis, on Eugene Gant comparteix amb el lector la seva transformació al llarg de vuit etapes d'una meditació lírica i una prosa poètica commovedores.
Del temps i el riu s'articula en una seqüència de 8 episodis independents -alguns dels quals van ser publicats separadament-, per descriure tanmateix la recerca de la figura paterna per part del protagonista. Considerat com un dels relats més emotius de la novel·la americana del segle xx, Del temps i el riu és una anàlisi poètica de la solitud i la desemparança, i alhora, una implacable reflexió sobre la creació artística, el pas del temps i l'arribada de la mort.

## Edicions
- 'Of time and the river: A legend of Man's hunger in his youth.' Introducció de Pat Conroy. Ed. Scribner Classics, 1999. ISBN 9780684867854
- 'Del tiempo y el rio' Traducció de Maruja Gómez Segalés. Ed. Piel de Zapa, 2013. ISBN 978-84-15216-67-4
- 'Le temps et le fleuve' Editions l'Age de l'homme, (1984) ISBN 978-2825123317
- 'Von Zeit und Fluss' Traducció d'Irma Wehrli. Ed. Manesse Verlag, 2014. ISBN 978-3717523260